# Mankellbron

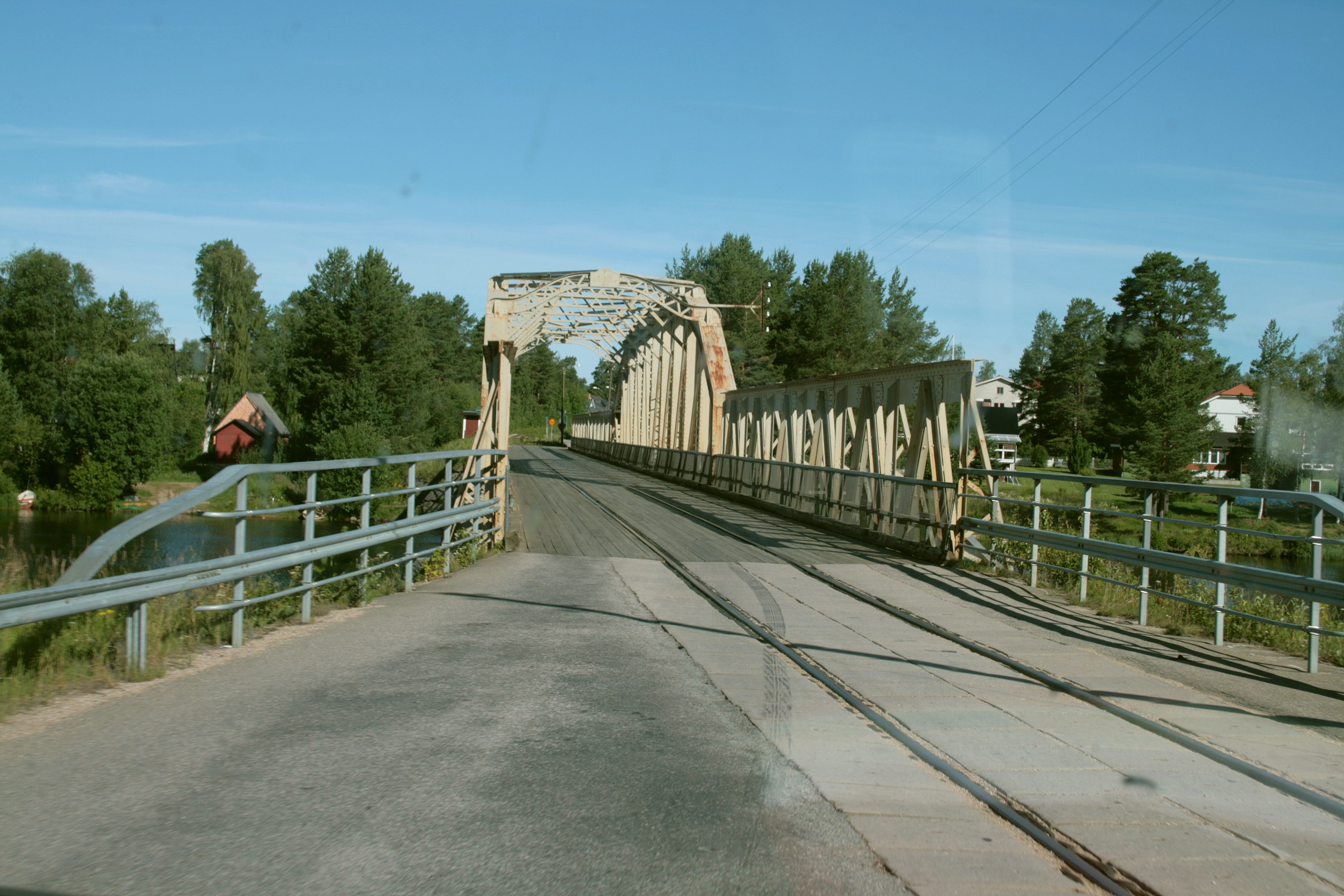
Mankellbron.

Mankellbron är en kombinerad väg- och järnvägsbro över Ljusnan i Sveg i Härjedalens kommun döpt efter författaren Henning Mankell år 2001. Bron är en av två kombibroar längs Inlandsbanan med en enda gemensam trafikbana för bil- och tågtrafik. Bron har figurerat i flera av Mankells böcker.
Sveg saknade in på 1900-talet en fast förbindelse över Ljusnan och färjerodd var den enda möjligheten för att ta sig över vilket var besvärligt vid isläggning, islossning och timmerflottning. Då behov fanns både av en landsvägsbro och en järnvägsbro för den nya järnvägen mellan Orsa och Sveg (som idag är en del av Inlandsbanan) valde man att bygga en kombinationsbro, där all trafik samsades på samma vägbana. Det första tåget passerade över bron 28 september 1908. Mankellbron har manuell bomfällning vilket gör det möjligt för tågföraren att försäkra sig om att det inte finns några bilar på bron. Riksantikvarieämbetet har pekat ut Mankellbron som en av de mest värdefulla anläggningarna längs Inlandsbanan.
En annan kombinerad järnvägs- och vägbro längs Inlandsbanan är Piteälvsbron nära Moskosel.